# Dänische Fußballnationalmannschaft (U-18-Junioren)
Die dänische U-18-Fußballnationalmannschaft vertritt Dänemark bzw. die Dansk Boldspil-Union auf internationaler Ebene.

## Teilnahme
Spielberechtigt für die U-18 sind Spieler, die die dänische Staatsbürgerschaft haben und noch nicht 18 Jahre sind. 